# Коммунист (журнал)
«Коммунист» (до 1952 года — «Большеви́к») — теоретический и политический журнал ЦК КПСС (до 1952 года — ЦК ВКП(б)), выходивший с 1924 по 1991 год.

## История

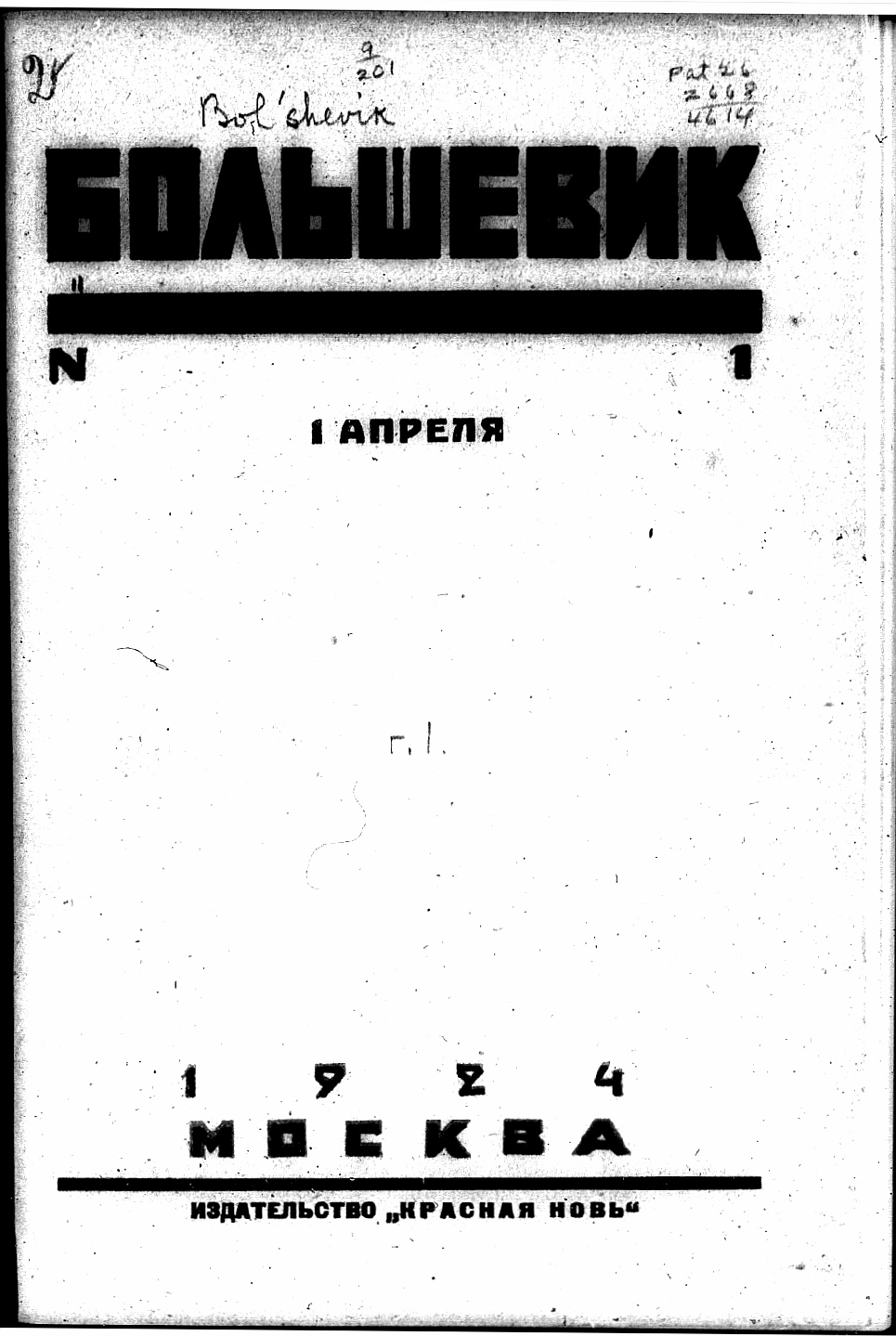
Первый номер журнала

Обложка журнала 1952 год

3 января 1924 года в газете «Правда» анонсировался выход «политико-экономического» журнала ЦК РКП(б) в качестве еженедельного:
«Задача журнала — давать широкой партийной массе руководящий информационный материал (статьи, обзоры, критика, библиография и т. д.). Видное место в журнале будет отводиться вопросам читателей и ответам редакции. Главная задача журнала заключается в освещении вопросов текущей жизни с точки зрения теории и практики большевизма.

Редакция журнала утверждена в составе тт. Бухарина, Вардина и Каменева
[…]»
Выходил с апреля 1924 года. Периодичность — один раз в две недели. В журнале освещались вопросы марксистско-ленинской теории, истории международного коммунистического движения и строительства коммунистического общества в СССР. Печатались статьи по философии, экономике, литературе и искусству. Отрицательная оценка в «Большевике» не всегда означала конец карьеры учёного — например, в 1945 году исследование Е. В. Тарле получило отрицательную оценку в «Большевике», но Е. В. Тарле сохранил высокое положение в советской науке.
После XIX съезда партии, на котором ВКП(б) была переименована в КПСС, в ноябре 1952 года переименован в теоретический и политический журнал «Коммунист» — орган Центрального Комитета КПСС. С этого времени журнал стал выходить с периодичностью в 20 дней тиражом 600 тыс. экземпляров.
16 апреля 1974 года Указом Президиума Верховного Совета СССР журнала награжден орденом Ленина за активное участие в идейно-теоретической жизни партии, большие заслуги в пропаганде марксизма — ленинизма, внутренней и внешней политики КПСС и Советского государства
В № 2 журнала за 1982 год содержались резкие нападки на писателя Владимира Солоухина, в которых Солоухин обвинялся в «заигрывании с боженькой». Затем кампания против «религиозно-мистических взглядов члена КПСС Солоухина» вылилась в специальное «литературное» постановление ЦК КПСС против писателей-патриотов (июль 1982).
С 1991 года прекратил существование как журнал ЦК, взамен начал выходить под названием «Свободная мысль» в качестве независимого издания.
Награждён орденом Ленина.

## Главные редакторы
- акад. Н. И. Бухарин (1924—1929)
- д.и.н. В. Г. Кнорин (1930—1934)
- А. И. Стецкий (1934—1938)
- д.филос.н. К. С. Кузаков (1940—1945)
- акад. П. Н. Федосеев (1945—1949)
- С. М. Абалин (1949—1952)
- д.филос.н. Д. И. Чесноков (1952—1953)
- акад. А. М. Румянцев (1954—1958)
- акад. Ф. В. Константинов (1958—1962)
- к.филос.н. В. П. Степанов (1962—1965)
- Последний выпуск под названием «Коммунист»акад. А. Г. Егоров (1965—1974)
- акад. В. Г. Афанасьев (1974—1976)

Последний выпуск под названием «Коммунист»

- д.филос.н. Р. И. Косолапов (1976—1986)
- акад. И. Т. Фролов (1986—1987)
- член-корр. РАН Н. Б. Биккенин (1987—1991)